# ザ・ハイスクール ヒーローズ
『ザ・ハイスクール ヒーローズ』（英語: THE HIGH SCHOOL HEROES）は、2021年7月31日から9月18日まで、テレビ朝日系列で毎週土曜23:00 - 翌0:00（JST、『オシドラサタデー』枠）で全8話が放送された、ジェイ・ストーム・東映制作の特撮テレビドラマ。主演は美 少年。
地上波放送に先駆け、全話が毎週土曜9:00よりTELASAで独占先行配信された。このうち第6話は特別先行配信として、第5話放送終了直後に先行配信された。また、ドラマの裏側を追ったオリジナルスピンオフ「特撮美 少年」も、毎週ドラマ本編終了後にTELASAで独占配信されていた。
本作品が放送された2021年7月期の『オシドラサタデー』枠は、直前の23時台前半に設けられていた『土曜ナイトドラマ』を吸収する形で放送開始時間が23:00からとなり、放送時間も60分に拡大された。
キャッチコピーは「学園(せかい)の平和は俺たちが守る。」。

## 概要
テレビ朝日×ジェイ・ストーム×東映の初タッグにより、学園の平和を魔人から守る美 少年のメンバー6人による戦隊ヒーローの活躍を描く。
劇中にはスーパー戦隊シリーズ第1作『秘密戦隊ゴレンジャー』の主役ヒーローであるアカレンジャーも登場するほか、戦隊シリーズで戦隊を経験した俳優のゲスト出演や、同シリーズへのオマージュが多く盛り込まれており、オープニングの映像やテロップ、サブタイトルの文言やフォント、魔人の容貌や倒し方なども『ゴレンジャー』におけるそれらを踏襲したものとなっている。また、沢田完が担当するBGMには、彼のアイデアで『ゴレンジャー』のエンディングテーマをアレンジした曲も用いられている。

## 制作
前述の通り、本枠は通常30分枠であるが、「美 少年と一緒にこの夏を盛り上げよう」との思いから1時間枠となったうえ、戦隊ものという案が挙がったことから「東映の力を借りて本気の特撮・本気のヒーローものをやろう」となったため、プロデューサーの井上千尋や塚田英明、大森敬仁が招かれた。井上は特撮の大変さを知っていることから当初は反対したが、「どうせやるなら東映と組んだ方が本格的で面白いものができるうえ、テレビ朝日だからこそできる」と了承した。塚田も、違う形での受注ゆえに相談も必要だったが、多くのことが変わりつつある時代なので新しいことへの挑戦から了承したため、大森と共に参加した。当時の塚田は『魔進戦隊キラメイジャー』を終えており、大森もちょうどチーフ作品を持っていなかったことから、タイミングとしては最良だったという。
脚本の高橋悠也は、東映の特撮業界では新参者であり、かつて東宝の映画『エイトレンジャー』『エイトレンジャー2』（2012年、2014年公開）への参加経験はあったものの、同作品は東映非公認の戦隊ものだったうえ、後に東映で『仮面ライダーエグゼイド』や『仮面ライダーゼロワン』への参加を経て「今回は正式に（東映公認の戦隊ものを）できるんだ！」という喜びがあったという。
監督の及川拓郎は、美 少年とは『真夏の少年〜19452020』に続いての参加であり、本作品では特撮ものであることを聞いて大変そうだとは思ったが、東映が入ることを聞いて楽しみにしていた。『真夏の少年』当時の美 少年は芝居経験のない者が多かったので1か月ほど稽古させてもらったが、彼らの成長ぶりやスタッフに愛されている団結感を経て大好きとなり、プロデューサーの服部宣之と同様の「絶対にまた一緒に作品を作りたい」「次回はもっと役者としての芝居力が問われるものを一緒にやってみたい」との思いが、本作品の企画につながった。また、高橋は『真夏の少年』を見たうえで服部や及川にヒアリングしてキャラクターを作り、想像で当て書きしたという。
塚田によればデザインや造形、アクションも戦隊ものを踏襲しており、怪人に相当する魔人は『ゴレンジャー』の黒十字軍をモチーフにアップデートしたほか、アクションは倉田プロモーションの栗田政明が担当した。また、井上によれば友情と団結をテーマに置き、通常の特撮作品が30分枠では描ききれない部分を60分で丁寧に描いているうえ、変身の設定についてはヒーローと敵が同じ出自である『仮面ライダー』のおいしいところを頂いたという。

## あらすじ
小中高一貫教育の学校・五星学園の学園防衛部に集まった真中大成ら男子高校生たちが、スマートフォンの変身アプリを使って学園の平和を守る戦隊ヒーロー・ザ・ハイスクール ヒーローズに変身し、生徒たちに危害を加える謎の存在・魔人を退治していく。

## キャスト

### ザ・ハイスクール ヒーローズ
ヒーローシステムを使用して変身する戦隊ヒーロー。フェイスシールドには、変身した人物のファーストネームのイニシャルをモチーフとしたデザインが装飾される。
- ハイスクール ヒーローズのメンバーのイニシャルは演じる美少年のメンバーのイニシャルと同じであるが、これは高橋が「マスクのデザインに美 少年のイニシャルが入っているほうがパンチが効いているんじゃないか」という話を経て、そのイニシャルが劇中でも使えるように名前から1文字ずつ役名に入れた。ブレザーのデザインについては、デザイナーの野中剛が細かいところにペン先のモチーフを入れたという[7]。

真中 大成（まなか たいせい） / アカヒーロー
演 - 岩﨑大昇（小学部時代：鈴木奏晴）
本作品の主人公。五星学園高等部3年B組。「学園防衛部」と称した部活動の部長。学園一のゴレンジャーオタク。正義感が強く、一本気な熱血漢。魔人に襲われている人の悲鳴を、遠距離からでも聞きとることができる不思議な能力を持っている。小学部のころ、黒十字魔人に襲われその存在を知る。父大志の遺志も継ぎ、ただ一人学園を魔人から守ろうとしていた。背中に魔人に付けられた十字の傷を持つ。いつも指ぬきグローブを愛用している。
変身後の武器はサーベル状の直刀剣（劇中、武器の名称は出てこない）。
滝川 雄亮（たきがわ ゆうすけ） / アオヒーロー
演 - 那須雄登
五星学園高等部3年B組。学園一の偏差値を誇る野球部のエース投手。頭脳明晰、クールな性格の持ち主。野球魔人の騒動で大成に借りができたことから、野球部を引退後「学園防衛部」に入部し、副部長になる。優れた推理能力で事件解決の糸口を掴み、猪突猛進タイプの部長・大成に代わって指揮をとることも多い「学園防衛部」のブレーン。恋愛沙汰には鈍感で、自身に向けられた花の好意にまったく気づいていない。
変身後の武器は「アオアーチェリー」。モモヒーローのブレードを打ち返して攻撃の角度を変えるなど、元野球部らしくバットのような使い方をすることもある。
土門 龍平（どもん りゅうへい） / キヒーロー
演 - 佐藤龍我（小学生時代：村上秋峨）
五星学園高等部3年B組。学園一の運動神経を持つバスケットボール部員。スポーツマンで心優しい力持ち。ヨーヨー魔人の騒動で自分のプライドを取り返すために戦った経緯から「学園防衛部」に入部する。両親が離婚し祖父母と暮らしているが、生活は極貧で光熱費の支払いも滞るほど。電気をまかなうために、毎日自転車を漕いで蓄電する人力発電をしているおかげで体力があり、強靭な足腰を持っている。レトロ喫茶ゴンの常連で、いつもカレーを食べている。
変身後の武器は無く、素手で戦う。雑魚なら一度に2、3人倒してしまうほどのパワーファイター。
森村 直哉（もりむら なおや） / ミドヒーロー
演 - 藤井直樹
五星学園高等部3年B組。学園一の人気者でダンス部部長。妹・花思いのシスコン気味の兄。黒髪魔人の騒動で妹・花を守った経緯から「学園防衛部」に入部する。ゴレンジャーのミドレンジャーと同様に、武器の改造も担当する。女子から次々に告白されるほどモテるが、ある事情から交際は全て断っており、今まで彼女がいたことはない。
変身後の武器は「ミドブーメラン」。ダンスを生かしたトリッキーな動きで敵を翻弄する。
桜井 一嘉（さくらい いちか） / モモヒーロー
演 - 金指一世（幼少期：吉田大駕）
五星学園高等部2年A組。学園一の美的センスを誇る人気学生イラストレーター。トランスジェンダーで、小学部のころからの付き合いで仲の良い花には、そのことを打ち明けている。モモヒーローに変身して花を日輪魔人から守り、自身のジェンダーが肯定された経緯から「学園防衛部」に入部する。繊細な感性の持ち主で、魔人になってしまった人の心の闇を理解し、寄り添おうとすることが多い。レトロ喫茶ゴンでアルバイトをしている。
変身後の武器は手裏剣のような投擲武器の「モモブレード」。
- 服部はヒーロー6人に女性を1人入れるという考えはなく、トランスジェンダーに向き合ってみようとの思いから、スタッフにはLGBTについて詳しい人も入ってもらい、セリフを確認しながら丁寧に作り上げたという。

大浦 飛馬（おおうら ひゅうま） / ギンヒーロー / 黄金魔人（おうごんまじん）
演 - 浮所飛貴（幼少期：山田暖絆）
五星学園高等部3年A組。学園で3年連続生徒会長を務める学園一のカリスマ。学園長・墨友の命令で心が弱った生徒を利用して魔人に変貌させ、学園のモットーに反する生徒たちを粛正し、自身も黄金魔人に変貌して生徒の粛正を妨害するハイスクールヒーローズと対峙する。
「学園防衛部」を壊滅させるため、風見を脅して大成が生徒に暴力を振るっている捏造動画を作成、拡散し揺さぶりをかける。
しかし、過去の自分と同様に暴力事件の容疑者となった大成が「仲間」により無実を証明されると、拒絶する「仲間」という存在に対する考えに迷いが生じ、強力な黄金魔人への変貌を維持できなくなるなど不調となる。そして自身が暴力事件の容疑者に学園長の策略で陥れられていたことを知り、大成に「仲間」として救われたことでギンヒーローに覚醒し、部外協力者として学園を守ることを誓う。その後、豪田が変貌した黄金魔人を倒したことをきっかけに、正式に「学園防衛部」へ入部する。
変身後の武器は無いが、「学園防衛部」で唯一、加速と瞬間移動の能力を持つ。変身時のエフェクトが他の5人より派手なものになっている。

### ハイスクール ヒーローズの関係者
真中 瑠璃子（まなか るりこ）
演 - 中山美穂
大成の母。「まなか とうふ店」を営む。大成のことを全面的に信頼している。黒十字魔人との戦いに敗北した大成がヒーローに興味を示さなくなった時は、ヒーローの自覚を思い出させるためにアカレンジャーを連想させる赤色を強調した食事を作り、墨友学園長のもとに乗り込み、息子を元に戻すように訴え、彼の頬に平手打ちを喰らわせた。
真中 大志（まなか たいし）
演 - 関智一（幼少期：菊池爽）
大成の亡父。学園OBでもあり、ヒーローシステムを開発した人物。10年前、山で遭難して亡くなったと思われていたが、マジンシステムを作り出した幼馴染の天利を山に呼び出して咎めた結果、天利がマジンシステムを起動させた際の衝撃で谷底に吹き飛ばされ、命を落としていた。
森村 花（もりむら はな）
演 - 箭内夢菜
本作品のヒロイン。直哉の妹。五星学園高等部2年A組。報道部であったが、憧れの先輩・雄亮が「学園防衛部」に入部したことから、彼の後を追って自身も「学園防衛部」と兼部する。モモヒーローになろうとヒーローシステムをたびたび試すが、変身できなかった。裁縫が得意で、ハイスクールヒーローズのマスコットのぬいぐるみを自作する。
土門 フミ
演 - 中村玉緒（特別出演）（第3話）
龍平の祖母。家業の洋菓子店が経営不振で税金を滞納、家財が差し押さえされる寸前になるほど極貧で、龍平が貯金していたバスケ部の遠征費を知らずに生活費に回してしまう。後日、雄亮の考案でSNSで宣伝した「ヨーヨーケーキ」が大ヒットして貧困生活を脱する。
土門 勇
演 - 古川がん（第3話）
龍平の祖父。「ヨーヨーケーキ」が大ヒットしたことに気を良くし、ネット通販でさらに儲けようと意気込む。
桜井 正平（さくらい しょうへい）
演 - 嶋大輔（第4話）
一嘉の父。一嘉がトランスジェンダーとは知らず、女の子向けのランドセルを欲しがる幼少期の一嘉に、男の子向けの黒いランドセルを勧める。
桜井 咲絵
演 - 加藤貴子（第4話）
一嘉の母。
大浦 舞
演 - 東加奈子（第6話）
飛馬の母。病を患っており、体調不良で自宅療養中。飛馬が幼いころに銀賞を取った際は、負けて悲しみを知った人は優しくなれると銀メダルを金の折り紙で包んで諭している。
大浦 冬馬
演 - 松田賢二 （第6話）
飛馬の父。飛馬を一番の人間に育てようとしていたことから、飛馬が幼いころに銀賞を取った際はそのことが気に入らず、育て方が悪いと妻の舞に暴力を振っており、母を守るために飛馬が一番に強く拘る原因を作り出している。
金井 歩
演 - 片岡信和（第5話・第6話・最終話）
週刊誌「週刊文夏」の記者。五星学園OBで演劇部出身。元生徒会長。大成がディープフェイクによる捏造動画で傷害容疑で逮捕されると、大成を陥れた真犯人を捕まえるため、「学園防衛部」が無実の証拠を集めることに協力するが、五星学園の秘密の核心に近づき過ぎたため、黒十字仮面に殺害される。
かつて飛馬が起こした過剰防衛事件を記事にしようとしたが、墨友から圧力をかけられ記事を握りつぶされていたうえ、自身が生徒会長であったころに墨友の右腕として協力していた当時の記憶も墨友に消されていたが、付けていた日記から辛うじてその事実を留めていた。
中真実 翔子
演 - 井頭愛海（第5話・第6話）
中学時代の飛馬の家庭教師。現在は劇団員を兼ねる女子大生。スーパーでアルバイトをしている。
飛馬から金銭を渡され、五星学園でソルジャーに襲われる女性の芝居をしていた。
アカレンジャー
声 - 関智一
大成の前に現れ、ヒーローとして何が大切かについて助言を与える元祖スーパー戦隊ヒーロー。大成以外には見えていないと思われたが、母・瑠璃子にも見えており、彼女は見えないふりをしていた。
最終話ではアカヒーローと共闘して天利が変貌した黒十字魔人（影武者）を退治する。また、ラスボスである墨友学園長が倒され、学園に平和が訪れた祝いの食事を瑠璃子が亡夫・大志の遺影に勧めていた言葉に反応し、押し入れから現れて「頂こうか」と言ったことから、その正体が大志であったことが示唆される。
- 井上は本作品の構想段階からアカレンジャーを登場させたいと思っていたが、服部は東映に怒られるんじゃないかなと思っていた。『ゴレンジャー』は父子をつなぐ接着剤であり、本放送枠だからこそ視聴できる大人層とジャニーズファンの若者層をつなぐ接着剤にもなるかなとも思っていた服部は、関がアカレンジャーの声を演じた経験を持つことや大の特撮好きであることについてはまったく知らず、かつて『泣くな研修医』での木村昴の演技を見て「声優が実写で演じることでこんなに味が出るものなのか」と思い、『桜の塔』での関の演技を見て井上に相談したところ、「いや、過去にアカレンジャーやってるよ！」と言われたうえに前述の経験や嗜好を聞き、より関に依頼したいと思ったという。

### 五星学園の関係者
創立100周年を迎える小中高一貫教育の男女共学の学校。学園のモットーはPure ・Right・Beautiful（清く・正しく・美しく）。
墨友 団十郎（すみとも だんじゅうろう）
演 - 柳葉敏郎
学園長。詳しくは、#黒十字魔人を参照。
鳴沢 亜子（なるさわ あこ）
演 - 南彩加
学園長・墨友の秘書。詳しくは、#三日月魔人を参照。
永山 華音
演 - 大石絵理（第7話・最終話）
墨友学園長の新しい秘書。
野球部顧問
演 - 石原和海（第1話）
夏の大会には全員3年生で編成したチームで出場することを部活のミーティングで告げる。

#### 教師
天利 清春（あまり きよはる）
演 - 戸次重幸
国語教師。「学園防衛部」顧問。詳しくは、#黒十字魔人（影武者）を参照。
風見 文人（かざみ ふみと）
演 - 長田成哉
数学教師。「報道部」顧問。SNSで拡散された生徒に体罰する動画のせいで教師をクビになると飛馬に脅される。墨友への口添えでクビを回避する提案をされたことへの対価として、ソルジャーになった無抵抗の生徒に大成が暴力を振るっている内容のディープフェイクによる捏造動画を飛馬が望むままに作成、拡散してしまう。しかし、花たちに説得され悩んだ末に編集元となった素材映像を「学園防衛部」に提出する。
ラスボスである墨友学園長が倒されると、墨友がマジンアプリで日本を征服する野望をもっていたことを暴露するネット記事を、「報道部」顧問として洗脳を解かれた生徒たちにSNSで拡散した。
近杉 真一（ちかすぎ しんいち）
演 - 橋本淳
理科教師。詳しくは、#日輪魔人を参照。
墨友 十和子（すみとも とわこ） / 灰谷 十和子（はいたに とわこ）
演 - 小林涼子（第6話）
元五星学園の保健教師。灰谷十和子は偽名で、その正体は金井と同期の五星学園OBで墨友学園長の娘・墨友十和子であり、マジンシステムの開発に関わった人物。飛馬を父・団十郎の言いなりにさせるために彼と恋愛関係となり、男性3人組に襲われる狂言を働き、過剰防衛事件を団十郎に示談に持ち込ませてその恩義から彼に忠誠を誓わせるように誘導していた。

#### 生徒
五星学園高等部の生徒たち。1話のみのゲストとして登場する者が多い。
佐々木 武
演 - 後藤田しゅんすけ（第1話・第3話）
野球魔人に襲われて負傷した3年B組の野球部員。夏の大会出場のため、赤点による部活謹慎を免れようと、雄亮からサインを受けてテストでカンニングしていた。後日、ヨーヨー魔人の賭博ゲームに参加している。
中村 英太
演 - 丈太郎（第1話・第3話・第4話）
3年B組の野球部員。野球魔人に襲われているところを大成に助けられる。佐々木同様、テストでカンニングしていた。
和田 梓（わだ あずさ）
演 - 栗田桃花（第2話）
五星学園高等部3年生。直哉にラブレターを渡した直後、黒髪魔人に襲われておかっぱ頭にされてしまう。
相沢 美菜（あいざわ みな）
演 - 吉田伶香（第2話）
五星学園高等部3年生。直哉に告白していたことから黒髪魔人に襲われ、おかっぱ頭にされてしまう。
松倉 律子（まつくら りつこ）
演 - 森日菜美（第3話・第4話）
五星学園高等部3年A組。コーラス部 部長。学園ポイントをかけたヨーヨー魔人の賭博ゲーム「ハイスクールヒューマンカジノ」で破産してしまい、大切な歌声を奪われダミ声にされてしまう。
後日、大成からモモヒーローの候補として「学園防衛部」に勧誘されるが、ヨーヨー魔人の件がトラウマとなっており、勧誘を断る。
木下 結衣
演 - 吉田恵芽（第4話）
五星学園高等部の女生徒。風見が体罰を行う動画が拡散されていることを見て「教師人生 終了」と嘲る。
酒井 絵里奈
演 - ウルバノ希望（第4話）
五星学園高等部の女生徒。結衣とともに風見のことを嘲る。
美術部の女子生徒
演 - 飯山さな（第4話）
五星学園高等部の美術部員。大成からモモヒーローの候補として「学園防衛部」に勧誘されるが、困惑して勧誘を断る。
不良生徒
演 - 鈴木大菜（第7話）、芳村宗治郎（第7話）
豪田とつるんでいた五星学園高等部の不良学生。豪田と同じく、マジンアプリの洗脳によって墨友に忠誠を誓い、真面目キャラにキャラ変する。
佐戸 国子
演 - 山口まゆ（第7話・最終話）
五星学園高等部の生徒。図書委員。大成を学園OBの卒業名簿が保管されている書庫に案内し、後日、卒業名簿に勝手に折り目を付けた大成を注意する。

#### 警視庁鐘守警察署
黒部 圭
演 - ワタナベケイスケ（第5話・第6話）
警視庁鐘守警察署の刑事。警部補。SNSに拡散された動画を理由に、傷害容疑で大成を逮捕する。また過去に発生した飛馬が保健教師・灰谷を守ろうとした過剰防衛事件を五星学園を訪れ墨友に報告している。

### 文部科学省
後藤 勤（ごとう つとむ）
演 - 鈴木裕樹（第7話・最終話）
文部科学省秘書官。五星学園OB。墨友に洗脳され操られており、光石文科大臣をマジンアプリを使い洗脳する。
光石 太郎
演 - 山下真司（第7話・最終話）
文部科学大臣。国際競争力を失い弱体化した国家を憂い、国を変えようと願う貪欲でタフな国民を育て上げるための教育改革を目論み、自身のヴィジョンに合致する五星学園の教育に注目する。
五星学園を視察に来た際、墨友に操られた部下の後藤によってマジンアプリを使って洗脳されてしまう。

### 魔人
生徒や教師がマジンシステムを使用して変貌した姿。退治された後には魔人になっていた間の記憶を失う。2人で1体の魔人となるケースもある。
四ノ宮 丸雄（しのみや まるお） / 野球魔人（やきゅうまじん）
演 - 田中奏生（第1話）
五星学園高等部2年生の野球部員。スイッチヒッター。赤点をとるような3年生が、カンニングしてまで成績を上げ思い出作りのために夏の大会に出場し、実力で上回る2年生が出場できないことに感じた憤りから、スマホのアプリで野球魔人に変貌して3年生の野球部員を襲っていたが、アオヒーローに変身した雄亮に退治される。
三島 純加（みしま じゅんか） / 黒髪魔人（くろかみまじん）
演 - 新條由芽（第1話・第2話）
五星学園高等部3年生。ダンス部。直哉に想いを寄せており、黒髪魔人に変貌して彼に近づく女性たちの髪を切り刻むことにより遠ざけさせていた。花さえいなければ直哉は自分と交際してくれると思い込んだ果てに花を襲おうとするが、ミドヒーローに変身した直哉に退治される。事件後、直哉からシスコン過ぎる内容の交際保留の返事を受け、呆れて彼にビンタを見舞おうとするも、先んじて花が兄へのビンタを敢行、呆気に取られているところを花に連れ出される。
榊 秀一（さかき しゅういち） / ヨーヨー魔人（ヨーヨーまじん）
演 - 和田優希（Jr.SP / ジャニーズJr.）（第1話 - 第3話）
生徒会役員。賢二の兄。賢二と二人でヨーヨー魔人に変貌する。学園ポイントを欲しがる生徒たちに賭博ゲーム「ハイスクールヒューマンカジノ」を持ちかけ、破産した生徒から大事なモノを奪い取っていたが、キヒーローに変身した龍平に退治された。生徒会長の飛馬に命令される生徒会活動に心が疲弊していた。
榊 賢二（さかき けんじ） / ヨーヨー魔人（ヨーヨーまじん）
演 - 檜山光成（少年忍者 / ジャニーズJr.）（第1話 - 第3話）
生徒会役員。秀一の弟。秀一と二人でヨーヨー魔人に変貌する。兄と同じく飛馬に命令される生徒会活動に心が疲弊していた。
近杉 真一（ちかすぎ しんいち） / 日輪魔人（にちりんまじん）
演 - 橋本淳（第4話）
五星学園の理科教師。生徒たちからどんなにイジられても笑顔で対応することから「スマイリー」と呼ばれていたが、その裏でイジられることを我慢しており、ストレスを感じていたことから日輪魔人に変貌、多数の生徒たちを無差別に襲撃するが、モモヒーローに変身した一嘉の説得で改心し自爆という形で退治された。
鳴沢 亜子（なるさわ あこ） / 三日月魔人（みかづきまじん）
演 - 南彩加（第1話 - 第6話）
学園長・墨友の秘書。顔の右半分を覆うような仮面をつけている。墨友を父君と慕い心酔し、墨友に寵愛される飛馬に嫉妬している。墨友に褒められようと三日月魔人に変貌し、大成の暴力疑惑を報道するために学園の前に押し掛けていたマスコミたちの心を操り、追い払う。
「卒業」と称し、飛馬の潜伏先に乗り込み粛正しようとするが大成に阻止され、次に元生徒会長の金井を殺害することで「卒業」は死であることを飛馬に見せつけ「学園防衛部」を襲わせようとするが、葛藤を経てギンヒーローに変身した飛馬に退治された。
豪田 景樹（ごうだ かげき） / 黄金魔人（おうごんまじん）
演 - 佐藤新（IMPACTors）（第7話）
五星学園高等部の三年生。学園内でも有名な不良生徒だったが、マジンアプリの洗脳によって墨友に忠誠を誓い、真面目キャラにキャラ変、墨友と決別した飛馬に代わり、新たに生徒会長の座に就く。さらに歴代、生徒会長となった者だけが手にする力である黄金魔人に変貌し、飛馬を排除しようと襲いかかる。しかし、飛馬の持ち掛けた一騎打ちの⚪︎×クイズで対決し、敗れ去る。
退治された後もなおも洗脳状態で五星学園の生徒たちを先導して国の改革を訴えるが、洗脳が解かれた天利がアップデートしたヒーローアプリをスマホに送信したことで洗脳が解かれ、洗脳されていた間の記憶を失った。
天利 清春（あまり きよはる） / 黒十字魔人（くろじゅうじまじん）
演 - 戸次重幸（幼少期：上田琳斗）
国語教師。「学園防衛部」顧問。ゴレンジャー世代だったこともあり、大成の部活を温かく見守っている。しかし、その実体は大成の父・大志の五星学園の同級生で、彼から渡されたヒーローアプリを基に改造してマジンアプリの開発に関わった張本人であり、黒十字魔人の正体でもあった。
大成から父・大志の死に関わっていたことに気付かれると、記憶を操る能力を使って大志が亡くなった際の様子を視覚化し大成に体感させた上、「学園防衛部」、ヒーローへの憧れ、小学部の時に魔人に襲われた記憶を全て消し去る。しかし「学園防衛部」の友情と団結の力により記憶を取り戻した大成は改めてアカヒーローに覚醒、アカヒーローとアカレンジャーとの共闘により退治される。
彼自身も真の黒十字魔人である学園長の墨友に大志の過失致死事故の記憶を消し去られた上で洗脳されており、小学部の時の大成を襲った黒十字魔人は彼ではなく、墨友であったことが墨友自身から明かされる。
墨友からの洗脳が解かれると80メートルに巨大化した墨友からの攻撃を黒十字魔人に変貌して体で受け止めて相殺、「学園防衛部」の生徒たちを守り、真の黒十字魔人との最終決戦ではヒーローアプリをアップデートし五星学園の生徒たちのスマホに送信、彼らの洗脳を解くことに成功する。
幼いころに大志がゴレンジャーごっこで見せた、まっすぐで自分が世界の中心だと信じて疑わない気持ちをうらやましくも妬ましく感じ、心を屈折させて黒十字総統に憧れを抱く心の闇を抱えてしまっていた。
墨友 団十郎（すみとも だんじゅうろう） / 黒十字大魔人（くろじゅうじだいまじん）
演 - 柳葉敏郎
学園長。そのカリスマ性と策略で自身を慕う生徒会長の飛馬や秘書の鳴沢のことを息子や娘と呼び懐柔し、学園のモットーに反する生徒たちを魔人の力で粛正させる。
彼こそが黒十字魔人の真の正体であり、小学部時代の大成を襲い、五星学園OBで記者の金井を殺害し、天利が大成の父・大志を過失で事故死させた記憶を消し去り洗脳した張本人であった。こちらは鉤爪のような武器を右腕に装備している。
その究極の野望はマジンアプリを日本中の学生たちに普及させ洗脳し、「五星チルドレン」を世に送り出すことにより政治を支配して、この国を征服することであったが、ハイスクールヒーローズの「ハイスクールヒーローズ・ファイナルハリケーン」により退治され、天利がヒーローアプリをアップデートして生徒たちのスマホに送信し洗脳を解いたことで、その野望を打ち砕かれる。野望を打ち砕かれると人々の負の感情を取り除き、明るい未来に導こうとしたやり方が誤っていたことを認め、ハイスクールヒーローズに平和を守るよう言い残し、マジンアプリを使って学園のモットーを唱えながら自爆し、自決する。

## 用語解説
ヒーローシステム
大成の亡父・大志が開発したスマホアプリ。何かを守る覚悟がある者が使用した時だけ、五星学園の校章に反応しハイスクール ヒーローズに変身できる。
マジンシステム
天利清春が友人である真中大志から渡されたヒーローシステムを基に、墨友学園長の娘・十和子が改造・開発した、心が弱って道を踏み外した生徒や教師を魔人に変貌させるスマホアプリ。負の感情がマックスになるとアプリが起動する。退治された後には証拠隠滅のため、飛馬の遠隔操作によってアプリが消去されていた。
ハイスクールヒーローズ ハリケーン
ハイスクールヒーローズの5人が魔人にとどめを刺すときに使用する必殺技。『秘密戦隊ゴレンジャー』に登場した必殺技「ゴレンジャーハリケーン」のオマージュ。ただし、この技の存在自体は披露されていたものの、作中で使用されたことは一度もなく、6人目の戦士・ギンヒーローが加わった6人による「ハイスクールヒーローズ・ファイナルハリケーン」としてラスボスの黒十字魔人のとどめを刺す際に初めて使用された。
ソルジャー
飛馬がマジンシステムを遠隔操作して生徒を変貌させた戦闘員。魔人の手下として複数人で立ち回る。モチーフは『秘密戦隊ゴレンジャー』の戦闘員ゾルダー。
学園ポイント
五星学園における貢献度や成績を数値化したもの。1P＝10円として、学園内やレトロ喫茶ゴンで使える。

## スタッフ
- 脚本 - 高橋悠也、吉高寿男、筧昌也
- 監督 - 及川拓郎、竹園元、筧昌也
- 音楽 - 沢田完
- 撮影 - 佐藤陽弐、船橋正成
- 照明 - 田部谷正俊、西田文彦
- 美術 - 飛田幸
- 録音 - 久野貴司、佐藤公章、小池利幸
- 整音 - 原口崇正
- 編集 - 大畑英亮、柳澤和子
- スクリプター - 吉田純子、愛川由香、万洲田千尋
- アクション監督 - 栗田政明（倉田プロモーション）
- アプリ音声 - クリス・ペプラー
- 操演 - 船越幹雄
- 音響効果 - 桑原秀綱
- 選曲 - 谷川義春
- 美術助手 - 佐藤朝美
- Bカメ - 船橋正成
- モニター担当 - 瀬尾幸夫
- ラインプロデューサー - 青柳夕子
- 助監督 - 大峯靖弘、葉山康一郎、阿部紋子、関根佑介
- スケジュール - 葉山康一郎
- 進行主任 - 南波健太
- 制作デスク - 橋本憲、高地宏明、山形明帆
- 製作担当 - 谷正光、板垣隆弘、小宮伸之、長谷川浩之
- VFX - 日本映像クリエイティブ（國米修市、長部恭平、沖満）
- キャラクターデザイン - 野中剛
- アプリデザイン - 田嶋秀樹
- 造型 - ブレンドマスター/ブレンドワークス
- 脚本監修 - 柳沢正和
- アシスタントプロデューサー - 高崎壮太（テレビ朝日）、菊地麻里絵（ジェイ・ストーム）、近松知佳（東映）
- ゼネラルプロデューサー - 三輪祐見子（テレビ朝日）、原藤一輝（ジェイ・ストーム）、塚田英明（東映）
- プロデューサー - 服部宣之、井上千尋、浜田壮瑛（テレビ朝日）、大森敬仁（東映）
- 制作 - テレビ朝日、ジェイ・ストーム、東映

## 音楽
主題歌「EUPHORIA」
作詞 - RUCCA / 作曲 - Jovette Rivera, Maiko Kawabe Rivera / 編曲 - Jovette Rivera, Maiko Kawabe Rivera, 立山秋航 / 歌 - KAT-TUN（ジェイ・ストーム）
エンディング曲「ザ・ハイスクール ヒーローズ」
作詩・作曲 - 岩崎貴文 / 歌 - 美 少年
- ダンスの振り付けはメンバーの藤井直樹によるもの。TELASAの先行配信版ではカットされている。第3話では同時期に劇場公開中の映画『セイバー+ゼンカイジャー スーパーヒーロー戦記』から仮面ライダーセイバーとゼンカイザーが登場してダンスに加わったほか、最終話では柳葉敏郎、中山美穂、関智一、鈴木奏晴（小学部時代の大成 役）、戸次重幸、長田成哉、箭内夢菜らもダンスに加わった。

## 放送日程
| 放送回 | 放送日  | サブタイトル                               | ラテ欄                                                                | 脚本     | 監督     |
| ------ | ------- | ------------------------------------------ | --------------------------------------------------------------------- | -------- | -------- |
| 第1話  | 7月31日 | 真赤なヒーロー誕生! 青春逆転ホームラン!!   | 学園の平和守れ!! ゴレンジャーに憧れる新戦隊誕生!!                     | 高橋悠也 | 及川拓郎 |
| 第2話  | 8月07日 | 緑のステップ! 恋の行方は三角関係!?         | 青春学園ミステリー!! 女子高生連続髪切り事件勃発!?                     | 高橋悠也 | 及川拓郎 |
| 第3話  | 8月14日 | 黄のダンクが宙を舞う! 甘い誘惑は魔人の罠!? | 学園サスペンス! 誇りを奪われた仲間を救え!!                            | 吉高寿男 | 竹園元   |
| 第4話  | 8月21日 | モモの決意。 サヨナラ、今までの私          | 学園内で無差別テロ!? モモヒーロー決意の告白!!                         | 吉高寿男 | 竹園元   |
| 第5話  | 8月28日 | ヒーローが逮捕!? 黄金とアカの悲しき戦い    | 青春学園サスペンスに新たな強敵! ヒーロー逮捕!? 新戦隊解散の危機を救え | 筧昌也   | 筧昌也   |
| 第6話  | 9月04日 | ギンは黄金より輝く! 六人目のヒーロー爆誕!! | 青春学園サスペンスに急展開! 隠された生徒会長の秘密…本物の黒幕が始動!? | 筧昌也   | 筧昌也   |
| 第7話  | 9月11日 | 赤の決意! 友情と団結の⚪︎×クイズ            | 最終章突入‼真の黒幕は誰だ… 奇蹟の⚪︎×クイズは友情の証                  | 高橋悠也 | 及川拓郎 |
| 第8話  | 9月18日 | 最後の戦い 6色の友情と団結                 | 最終決戦‼巨大化した真の黒幕!? さよなら、ヒーロー                      | 高橋悠也 | 及川拓郎 |

- 第2話は『東京オリンピック 陸上男子1600mリレー決勝ほか』を中継する特別編成により35分繰り下げ（23:35 - 翌 0:35）。
- 第4話・第5話は『熱闘甲子園』を放送のため30分繰り下げ（23:30 - 翌 0:30）。

## その他
- 劇中には学園防衛部の部室にアカレンジャーのフィギュアなど『ゴレンジャー』グッズが数多く登場するが、アカレンジャーの声を担当する関智一が提供した放送当時のものも含まれている[5]。

## 評価
上記の要素により、美 少年のファンからも特撮作品のファンからも高い評価を得た結果、第8話の放送中にはTwitterで「#ハイヒロ」が世界トレンド1位を獲得している。